# Аблабердиєва Алла Михайлівна
Алла Аблабердиєва (рос. Алла Аблабердыева; нар. 7 травня 1953 року) — російська камерна співачка (сопрано), вокальний педагог.

## Біографія
У 1977 закінчила Московську консерваторію, також аспірантуру та асистентуру-стажування (1979) по класу професора Н. Д. Дорліак.
Лавреатка Всесоюзного конкурсу вокалістів ім. М. І. Глінки в Москві (1977), міжнародних конкурсів у Голландії та Англії (1979).
Впродовж 1980-х регулярно співала як солістка Московської філармонії та виступала в концертах камерної музики в Москві та Ленінграді (зокрема в ансамблі зі Святославом Ріхтером). За цей час також гастролювала по СРСР, Чехії, Угорщині, Кубі, Швеції та Франції .
Переїхала до Лондона в 1991 році, і з того часу до 2004 р. її кар'єра була зосереджена там. Викладач співу, серед її учнів — співак та автор пісень Міка.
Викладала в Royal College Of Music (Лондон, Англия, 1995—2003), Державній класичній академії ім. Маймоніда в Москві (2008—2014).

## Записи
Аблабердиєва зробила кілька записів, серед яких «Les Noces» Стравинського, кілька кантат Джованні Баттісти Перголезі та Антоніо Вівальді, романси російських композиторів, численні твори Й. С. Баха, Г. Перселла та Г. Ф. Генделя, переважно на фірмі Мелодія. Компакт-диск із романсами Чайковського був записаний у церкві All Saints Church, Туделі, Кент, Велика Британія.